# Philip Whalen
Pour les articles homonymes, voir Whalen.
Philip Whalen, né le 20 octobre 1923 à Portland dans l'Oregon et mort le 26 juin 2002 à San Francisco, est un poète américain. Il appartient à la Beat generation.

## Biographie
Après avoir participé à la Seconde Guerre mondiale, Philip Whalen entre au Reed College[réf. nécessaire] dans le cadre de la loi G.I. Bill, il y  rencontre le poète beat Gary Snyder et Lew Welch avec qui il se lie d’amitié en 1951[réf. nécessaire]. Quatre ans plus tard, le 13 octobre 1955, il fait partie de la fameuse lecture de la Six Gallery où Allen Ginsberg, Gary Snyder, Philip Lamantia, Lawrence Ferlinghetti et Michael McClure lisent leurs œuvres devant un public survolté. Jack Kerouac évoquera cette date comme celle de la "renaissance de la poésie à San Francisco "
Fervent adepte du bouddhisme zen, Philip Whalen est ordonné moine (unsui) au San Francisco Zen Center en 1973.
Philip Whalen est représenté sous les traits du personnage de Ben Fagin dans Big Sur de Kerouac et celui de Warren Coughlin dans Les Clochards célestes, du même auteur.

## Publications sur Philip Whalen
- Continuous Flame: A Tribute to Philip Whalen, Michael Rothenberg, Suzi Winson, Fish Drum, 2004 - 152 pages,  (ISBN 1929495072)